# Coach (televisieserie)
Coach is een Amerikaanse comedyserie. Hiervan werden 197 afleveringen gemaakt die oorspronkelijk van 28 februari 1989 tot en met 14 mei 1997 werden uitgezonden op ABC.
Coach werd in 1994 genomineerd voor de Golden Globe voor beste comedyserie en acteur Craig T. Nelson in zowel 1992, 1993, 1994 als 1995 voor die voor beste hoofdrol in een comedyserie. De productie kreeg twaalf andere prijzen daadwerkelijk toegekend, waaronder Primetime Emmy Awards voor beste hoofdrolspeler in een comedyserie (Nelson, 1992) en beste gastrol in een comedyserie (Tim Conway als Kenny, 1996).

## Uitgangspunt
Hayden Fox en zijn assistenten Luther Horatio Van Dam en Michael 'Dauber' Dybinski coachen samen het Americanfootballteam de Minnesota State University Screaming Eagles. De sport is zijn leven, een passie die zijn vriendin Christine Armstrong totaal niet met hem deelt. Dat en ergernis over de relatie die zijn dochter Kelly heeft met de door hem verafschuwde Stuart Rosebrock verstoren Fox' geluk regelmatig, evenals de aanvaringen met Judy Watkins, de coach van het dames-basketbalteam.

## Rolverdeling
*Alleen acteurs die verschenen in meer dan tien afleveringen zijn vermeld
- Craig T. Nelson - Hayden Fox
- Jerry Van Dyke - Luther Horatio Van Dam
- Shelley Fabares - Christine Armstrong
- Bill Fagerbakke - Michael 'Dauber' Dybinski
- Clare Carey - Kelly Fox
- Kenneth Kimmins - Howard Burleigh
- Kris Kamm - Stuart Rosebrock
- Pam Stone - Judy Watkins
- Georgia Engel - Shirley Burleigh
- John Valdetero - John
- Pat Crawford Brown - Mrs. Thorkelson
- Vicki Juditz - Rosemary
- Katherine Helmond - Doris Sherman